# 데드캠핑 더라이브
데드캠핑 더라이브는 2022년에 개봉한 대한민국의 영화이다.

## 캐스팅
- 남지현 : 수연 역
- 김류안 : 알렉스 역
- 이푸름 : 모니카 역
- 조명행 : 타이거 역
- 김동형 : 김 피디 역
- 박알렉스 : 근돼 역
- 원승재 : 장작 역
- 이재석 : 사자 역
- 김림후 : 몽땅 역
- 안채희 : 수지 역
- 정인기 : 김 중령 역 (우정출연)